# جون مالكوم باترسون
جون مالكوم باترسون (بالإنجليزية: John Malcolm Patterson)‏ هو محامي وضابط وقاضي وسياسي أمريكي، ولد في 27 سبتمبر 1921 في غولدفيل في الولايات المتحدة. نشط حزبياً في الحزب الديمقراطي. وقد انتخب المدعي العام لألاباما ‏ وانتخب حاكم ألاباما ‏ (19 يناير 1959 – 14 يناير 1963).

## وصلات خارجية
- جون مالكوم باترسون على موقع إن إن دي بي (الإنجليزية)